# Pomona (Neuss)
Pomona ist ein Stadtteil von Neuss und liegt in der Nähe des Stadtkerns. Er zählt rund 3500 Einwohner (Stand 31. Dezember 2021) und besteht sowohl aus Gewerbeflächen, als auch einem Wohnviertel, dazu einem Schulzentrum und einer Bezirkssportanlage.  Den Namen verdankt der Stadtteil der römischen Obstgöttin Pomona. Es ist ein Hinweis auf die früher im heutigen Wohngebiet gelegenen Obstgärten.

## Geographische Lage
Pomona liegt rund 3 km südlich der Neusser Innenstadt. Im Norden grenzt es an das Dreikönigenviertel, im Nordosten an das Augustinusviertel, im Osten an Gnadental, im Süden an Selikum und Reuschenberg und im Westen an das Stadionviertel. Im Süden wird Pomona durch die Bundesautobahn 57 begrenzt. Die Anschlussstelle 21 Neuss-Reuschenberg ermöglicht eine direkte Zufahrt.

## Ludwig-Wolker-Anlage
Die Ludwig-Wolker-Anlage ist eine Bezirkssportanlage am Jean-Pullem-Weg in direkter Nachbarschaft des Schulzentrums. Die Anlage soll um ein Leichtathletikzentrum ergänzt werden.
Sie ist Heimat der DJK Rheinkraft. Zusätzlich ist eine Tribüne bis zum Sommer 2015 erbaut worden. Die Sportanlage verfügt seit dem Umbau 2015 über zwei Tartanlaufbahn (davon eine überdachte Sprintlaufbahn), zwei Rasenfußballplätze und einen Hartplatz. Außerdem liegt neben der Fußball- und Leichtathletikanlage die Tennisanlage des TC Grün-Weiss Neuss. Die Anlage verfügt über acht Sandplätze, drei Hallenplätze und ein Klubhaus mit einem Restaurant.

## Bildung
- Joseph-Beuys-Schule (Förderschule)
- Comenius-Schule (Gesamtschule)
- Alexander-von-Humboldt-Gymnasium

## Sonstiges
Innerhalb des Bezirks Pomona gibt es auch das geschlossene Wohngebiet Pomona, das durch eine einzige Stichstraße gleichen Namens erschlossen ist. Hier spielt als Herkunftsort der Protagonistin Marleen Schuller ein Teil des Romans „Nichts Weißes“ von Ulf Erdmann Ziegler.
Zudem trägt hier der Damen-Basketballzweitligist TG Neuss Tigers seine Heimspiele in der Elmar Frings Sporthalle (Sporthalle des Alexander-von-Humboldt-Gymnasiums) aus.